# SDS '18
SDS'18 (voluit Sterk Door Samenspel) is een handbalvereniging uit het Zuid-Hollandse Rotterdam. De club werd opgericht op 3 juli 2018.